# François Dusart

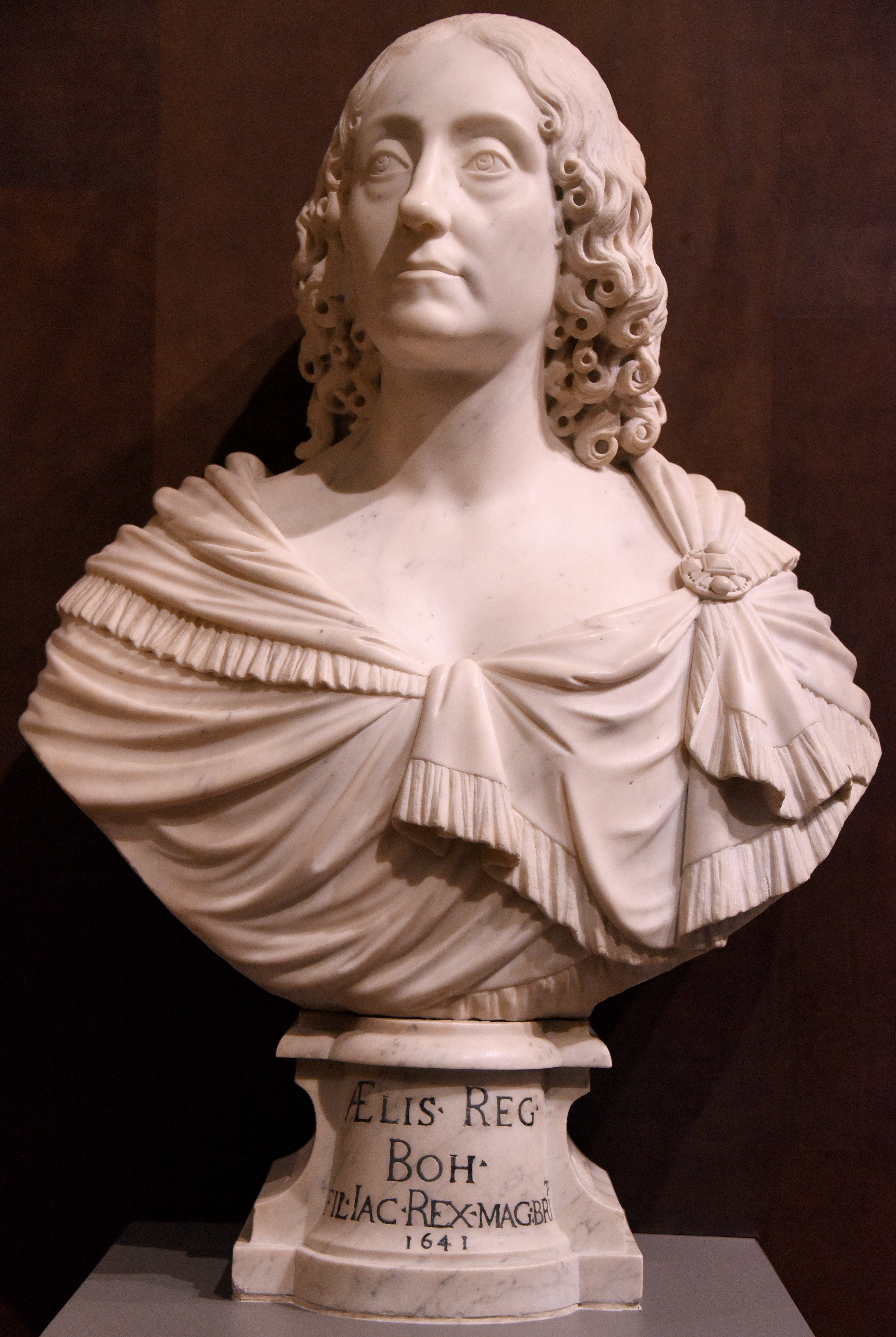
Büste von Elisabeth Stuart, Königin von Böhmen. Marmor, um 1641. Jetzt im Victoria and Albert Museum, London.

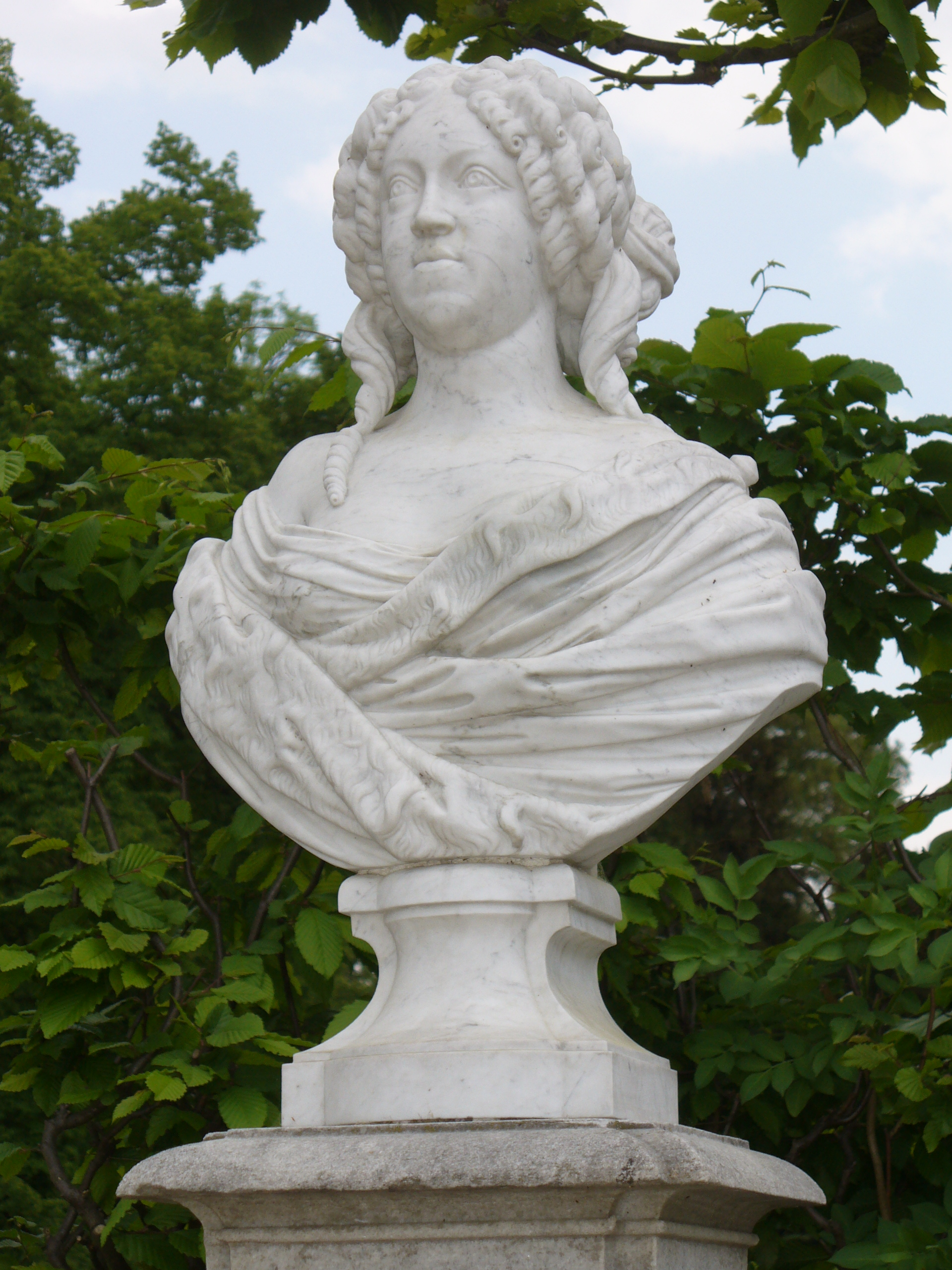
Büste von Maria Henrietta Stuart, Park Sanssouci.

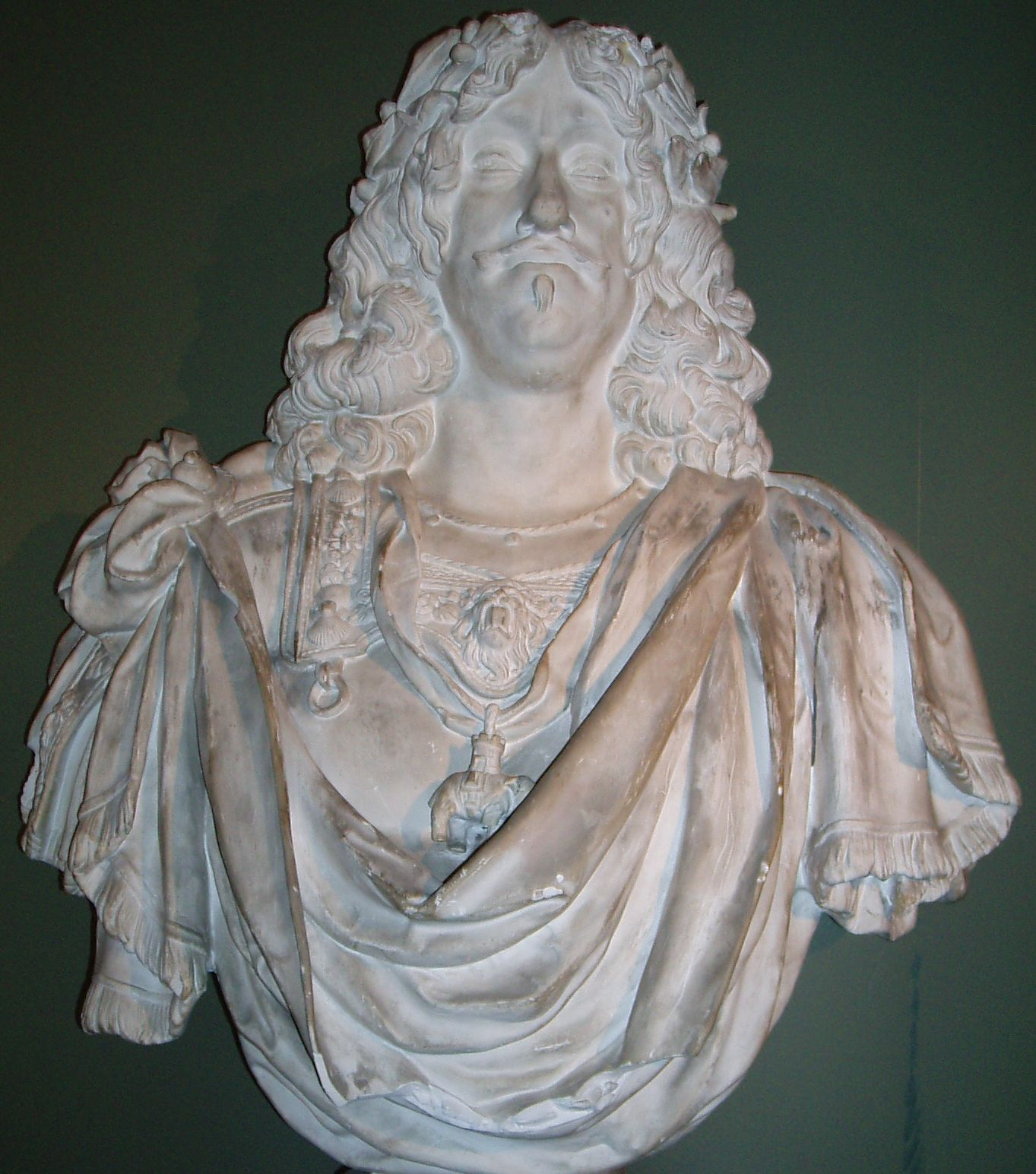
Dusarts Büste von Friedrich III. von Dänemark.

François Dusart, auch Frans Dieussart (* um 1600 in Armentières; † 1661 in London) war ein flämisch-wallonischer Bildhauer, der für Fürstenhöfe in England, den Vereinigten Niederlanden und Nordeuropa arbeitete und Porträtbüsten im italienischen Barockstil herstellte.

## Leben und Werk
Als er mit Anfang 20 nach Rom kam, war Dusart wahrscheinlich bereits ein aktiver Bildhauer. 1622 schrieb er sich im Pilgerhospiz der Kirche San Giuliano dei Fiamminghi ein, dessen Vorsitz er um 1630 übernahm. 1636 wurde er vom Earl of Arundel nach England eingeladen und machte sich dort durch die Konstruktion einer prächtigen, mehr als 12 Meter hohen Monstranz für die Kapelle von Königin Henrietta Maria im Somerset House einen Namen.
Seine Büste von Karl I. von England, die wahrscheinlich vom Earl of Arundel in Auftrag gegeben worden war, befindet sich auf Arundel Castle. Von einer weiteren Porträtbüste von Karl I. die sich auf Schloss Windsor befindet (um 1737–44 möglicherweise von Thomas Adye oder Francis Bird erstellt), wird angenommen, dass sie eine Kopie einer verlorengegangenen Büste aus Dusarts Werkstatt ist.
Er wird in einem Gedicht von Cornelis de Bie in dessen Buch Het Gulden Cabinet als Hofbildhauer für die Stuarts in England erwähnt. Eine kurze biografische Skizze für Dieussart wurde im frühen kunstgeschichtlichen Nachschlagewerk Die Teutsche Academie von Joachim von Sandrart veröffentlicht. Nach Angaben des Niederländischen Instituts für Kunstgeschichte lernte er sein Handwerk in Rom von François Duquesnoy.